# Ніколо Мікетті
Ніколо Мікетті (італ. Nicola Michetti, 7 грудня 1675, Рим — 12 листопада 1759, Рим) — італійський архітектор і садівник доби бароко.

## Життєпис

### Перший італійський період
Відомо, що навчався у архітектора Карло Фонтана в Римі, де пройшов значне навчання в малюванні, перспективі, добре опанував будівельне та інженерне ремесло. Працював разом з ним на побудові базиліки Святих Апостолів, засвоївши всі риси пізнього римського бароко. По смерті Карло Фонтана став спадкоємцем його будівельних справ і добудовував великий комплекс Сан Мікеле а Ріпа в Римі.
Брав участь в конкурсах на створення фонтана Треві (1704 р, прийнятий проєкт Н. Сальві), чим вступив у змагання з найкращими тогочасними архітекторами папської столиці. Виконав проєкт вівтаря та каплиці Сакріпанте в церкві Сан Іньяццо на Кампо Марчо (1712 р.). У 1715 році створив проєкт захристії базиліки Св. Петра в Римі для конкурсу, де також брали участь Філіппо Ювара та Антоніо Каневарі. Встиг побудувати дві каплиці в римських церквах Санта Марія Транспонтіна та Сан-Франческо-а-Ріпа і одружитися.

## Запрошення на працю в Петербург
За наказом царя Петра І запрошення на працю в Петербург Ніколо Мікетті отримав від Юрія Кологривова (1680?—1754), колишнього денщика царя, відісланого в Італії (Рим) навчатися архітектурі. Подробиці запрошення відомі зі збереженого листа Юрія Кологривова російському царю від 1718 року 
| Всемилостивейший Государь. По указу вашего Величества Архитектора нанял, называется Николай Микети, которому было приказано (то есть поручено строить) здание святого Михаила, по смерти кавалера Фонтаны, однако же оной Архитектор Микети с фундаменту зачел быв товарищем с помянутым Фонтаною, какой величины и сколко покоев все наши знают кто был в риме, а паче вручено было ему то здание за ево искусство в механике ибо ради разных мануфактур художеств которыя делают в том доме нужны машины и мельницы, и кроме того что он доброй Архитектор и искусной в механике, пишет живописное гораздо нехудо, а паче перспективу, сколко мог о нем осведомился; спрашивал кардиналов, Сакрипаития И оттобония и оне не толко меня уверили о его добром состоянии но еще хотят донести вашему Величеству о его искусстве, и понеже он был Папской Архитектор в других (местах) здания строил с чего имел довольный доход того ради с великим трудом уговорился с ним за четыре тысячи Ефимков и дом свободной, чтоже умедлил по се поры договорится с ним, с великою трудностию жена склонилася чтобы он ехал, и по договоре не может прежде убратся шестаго надесяти числа апреля ибо многия монастыри и домы строил, и еще болше… Из Рима апреля 7 1718 Юрья Кологривов. |

## Палац і сад в Талліні

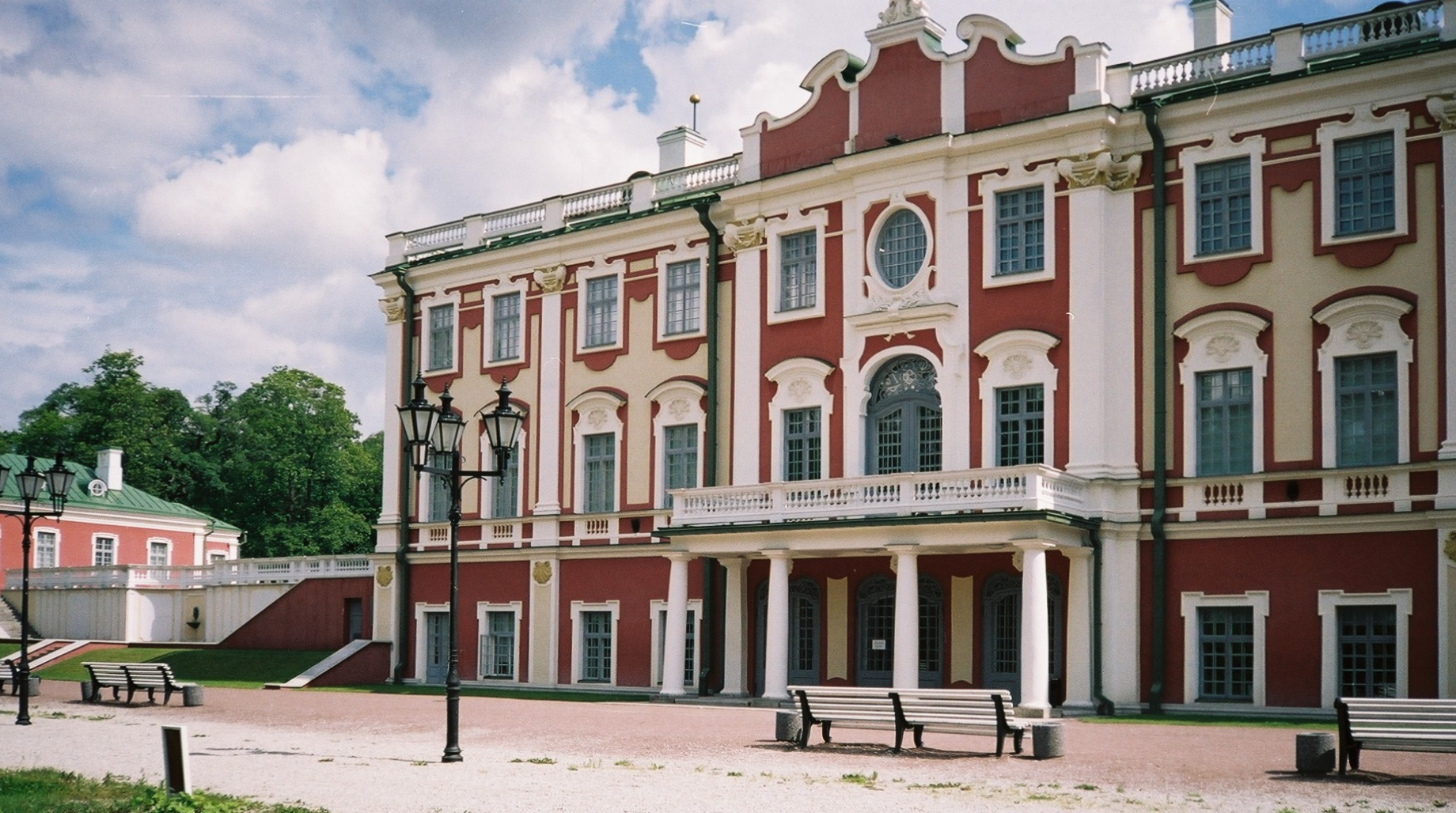
Палац в Талліні, фасад на нижній парк.

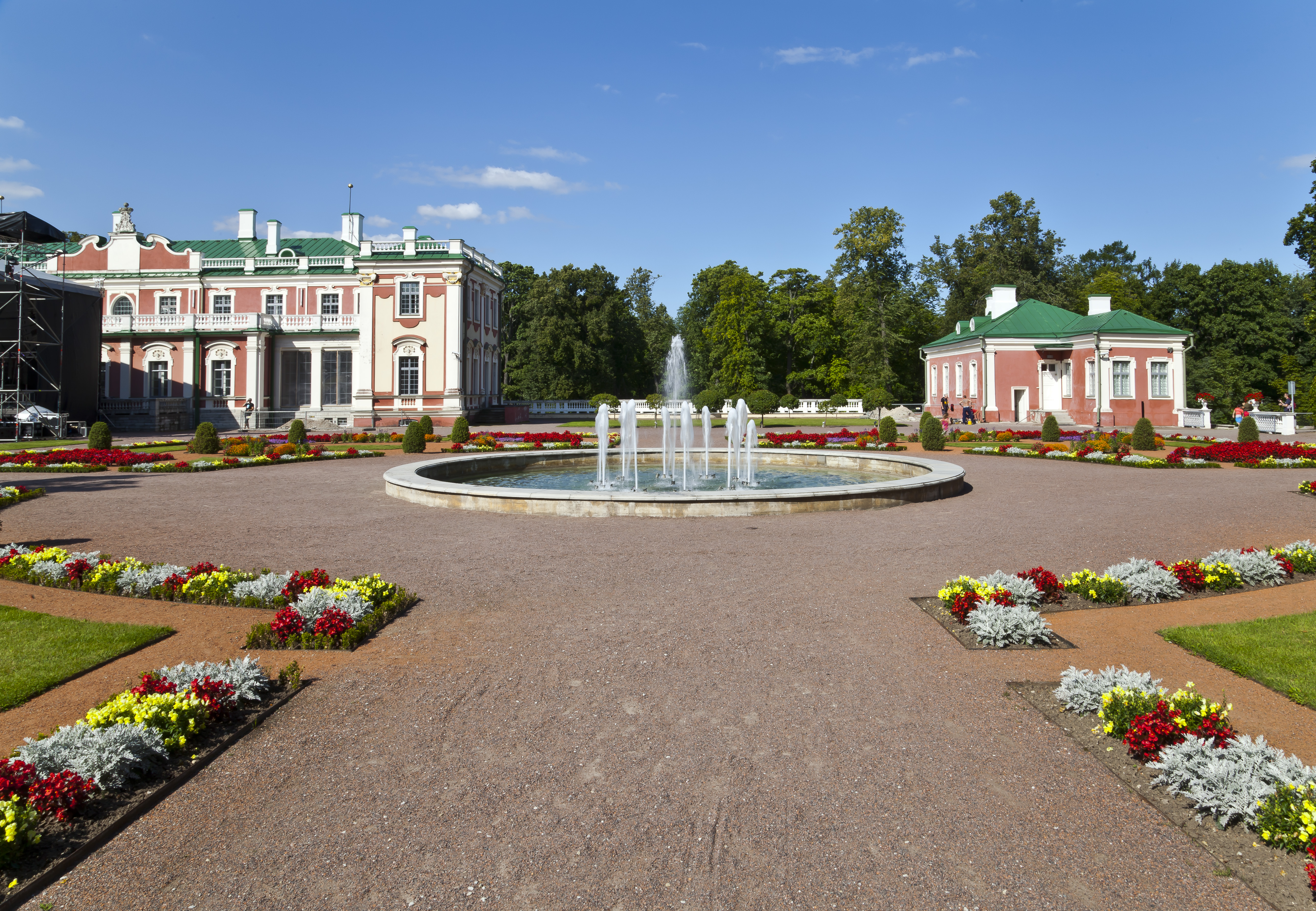
Верхній сад, партер і фонтан.

19 липня 1718 року цар Петро І в черговий раз відвідав Ревель (Таллін). В кортежі російського царя був і новоприбулий архітектор із Риму Ніколо Мікетті. Заклопотаний використанням Таллінського порту (попри порту в Петербурзі) цар ще 1715 року придбав на околиці Ревеля 100 гектарів землі на узбережжі. Тепер настала черга створити тут царську резиденцію. Вже через три дні по прибуттю цар разом із архітектором розмічали ділянку. Цар вже мав в місті два будинки, один із яких був розташований на колишній садибі Дрентельнів. Колишній будинок Дрентельнів ще XVI століття ( простий, з невеликою кількістю меблів) і слугував літньою резиденцією Петра І.
Тепер цар наважився створити парадну резиденцію, відповідну статусу володаря великої держави. Над створенням парадної резиденції працюють найкращі серед запрошених майстрів. Архітекторами виступили Александр Леблон та Ніколо Мікетті. Помічником працював Гаетано Кьявері. Видовжений план саду бароко створений з урахуванням порад Олександра Леблона , учня самого Андре Ленотра. Використано і схил пагорбу, на якому створили тераси та флігелі. Перший житловий флігель був вже готовий до осені 1721 року. Палац резиденції заклали 21 травня 1720 року. Головна споруда поєднана із невеликими караульними будиночками та садом системою терас та стежок. Комплекс мав усі риси барокового ансамблю, побудованому на єдиній осі, що проходила через палац і сад бароко. В інтер'єрі простежувались риси італійського бароко (плафон (живопис), ліплений декор, каміни, паркет). Побитий Петром Олександр Леблон помер 27 лютого 1719 року, і всі справи по будівництву в Петербурзі передані Ніколо Мікетті. Завалений завданнями в Стрельні та Петергофі, Мікетті вимушений передати справи по будівництву в Таллінні Михайлу Земцову. По смерті Петра в січні 1725 року роботи припинили і палац занепав. Первісний декор, створений за креслениками Ніколо Мікетті, збережений в парадному залі і вестибюлі. Палац постраждав від пожежі в 1950-х рр., але вдало відреставрований.
Комплекс мав дві паркові ділянки — протяжну нижню та верхню в регулярному французькому стилі з партерами і фонтаном. Сад бароко частково відновлений. На територію завезли родючий ґрунт і нижню ділянку перепланували в 1934—1939 роках, перетворивши її на протяжний лісопарк пейзажного типу.

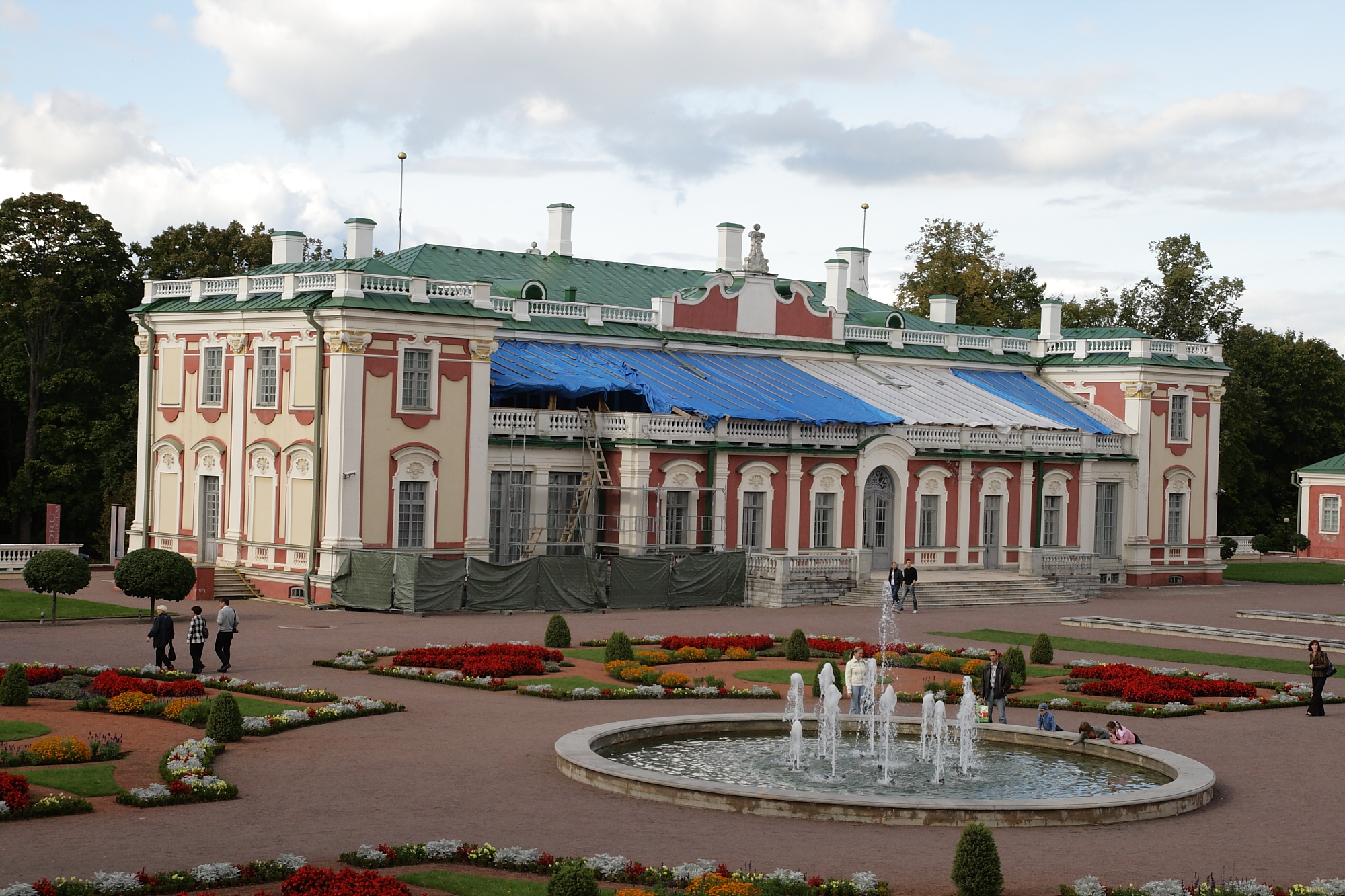
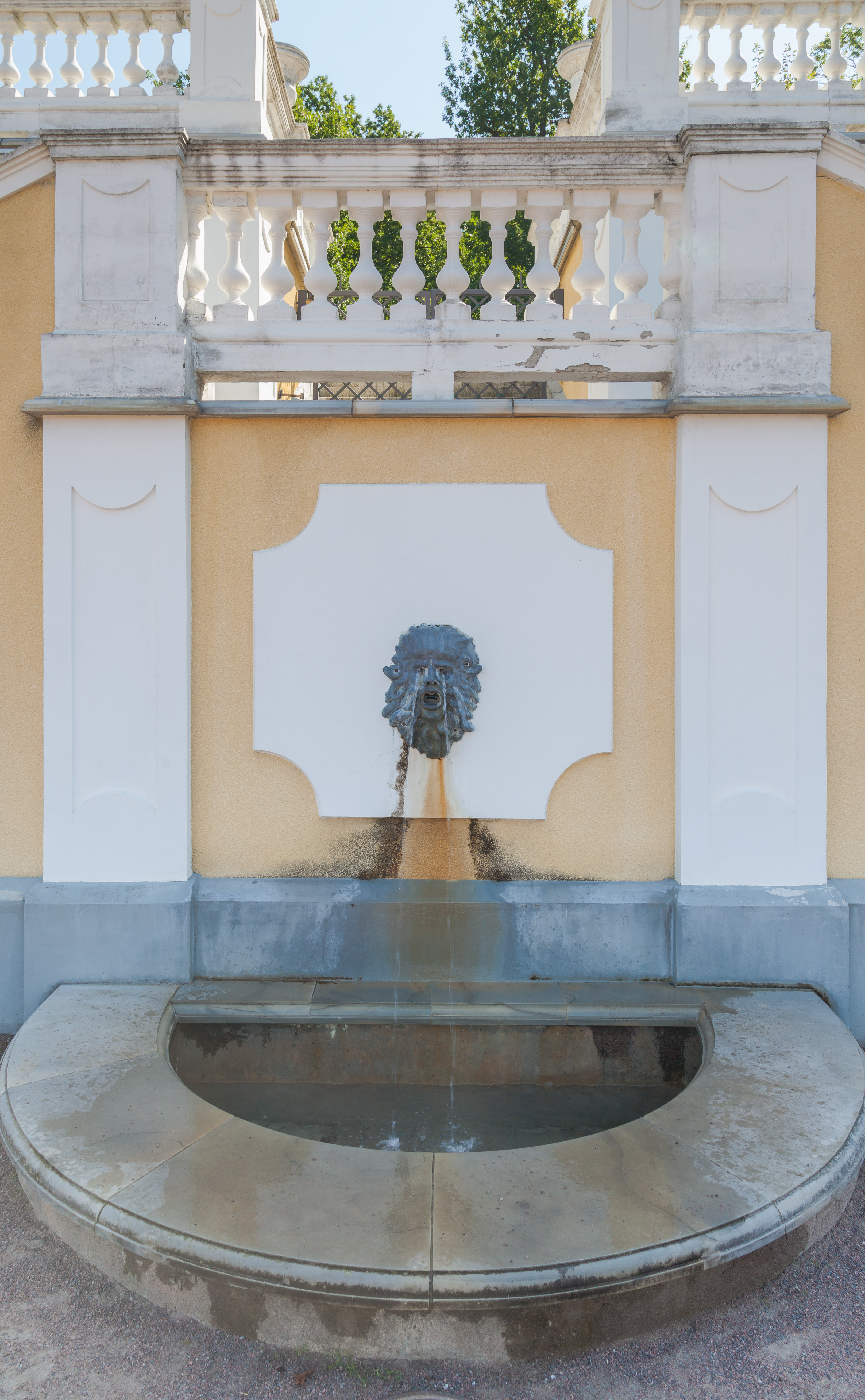
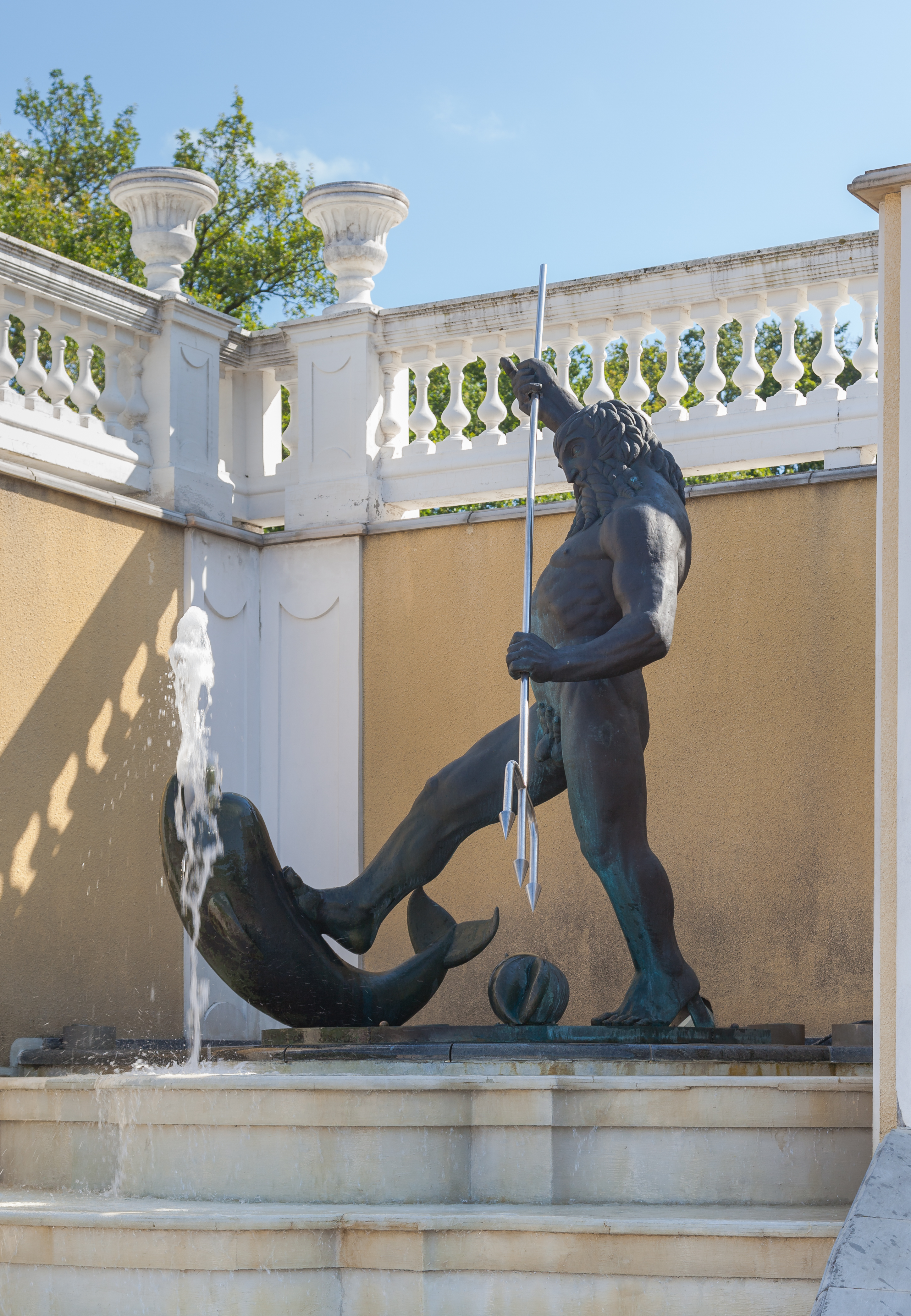
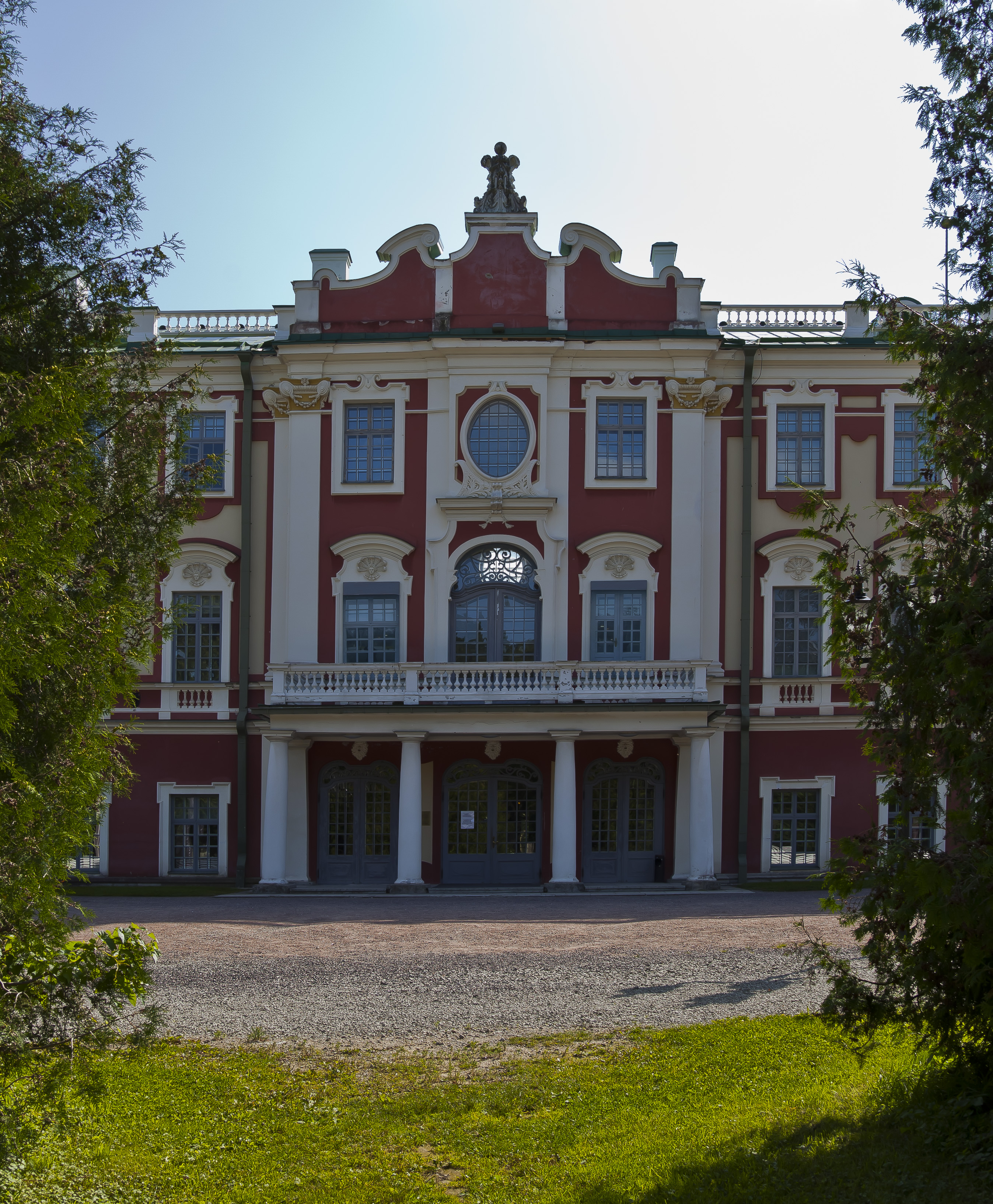
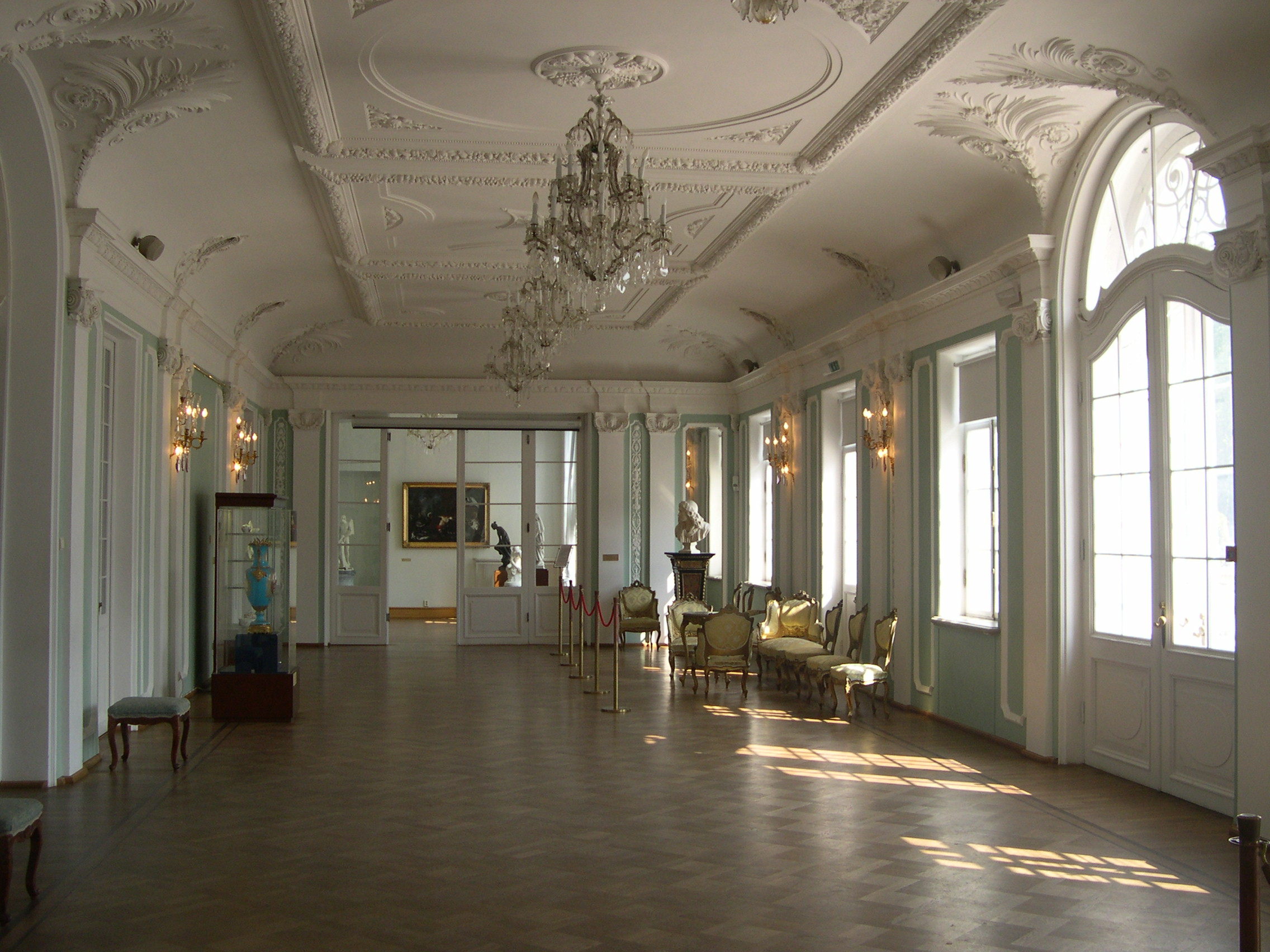
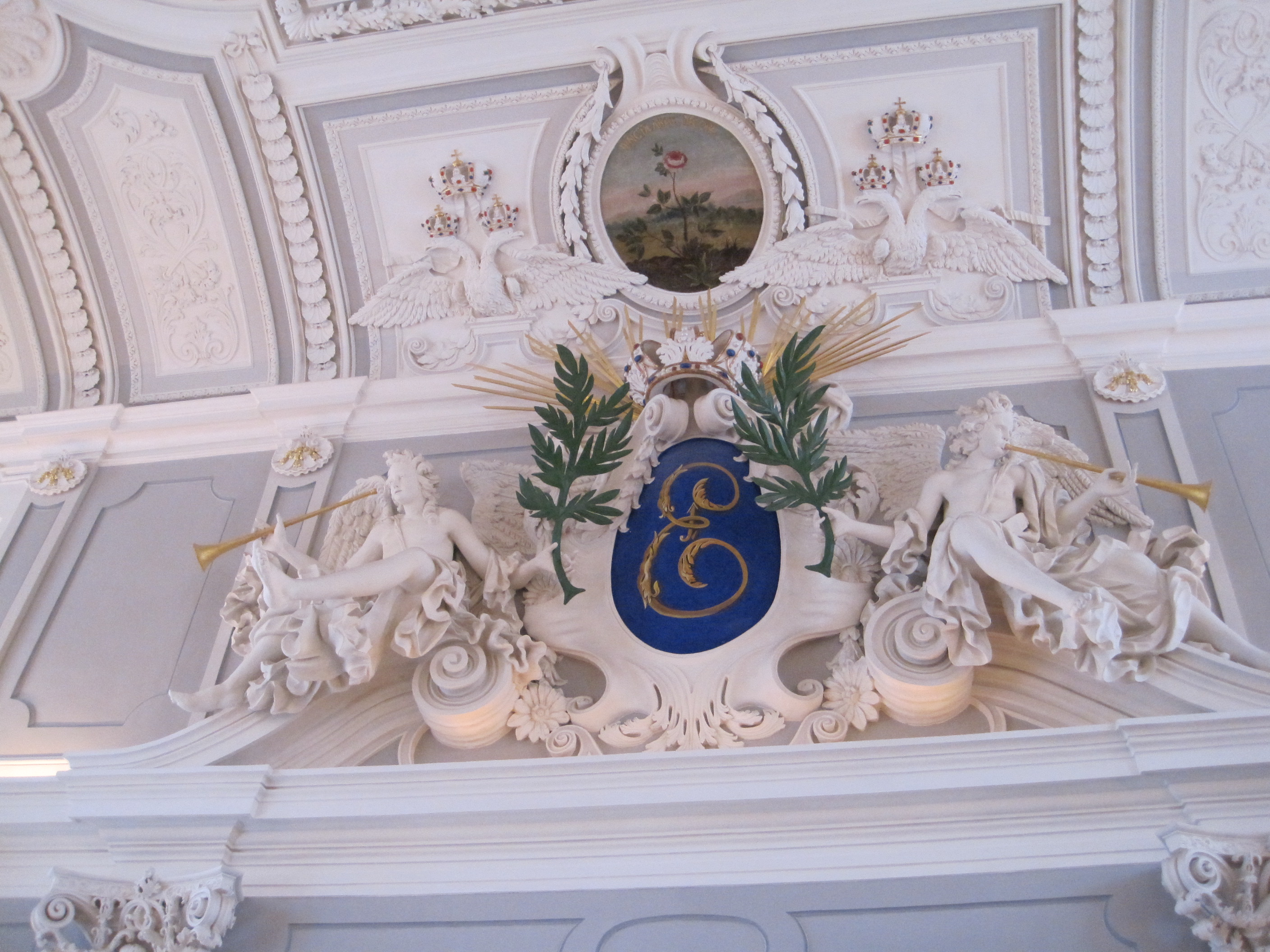
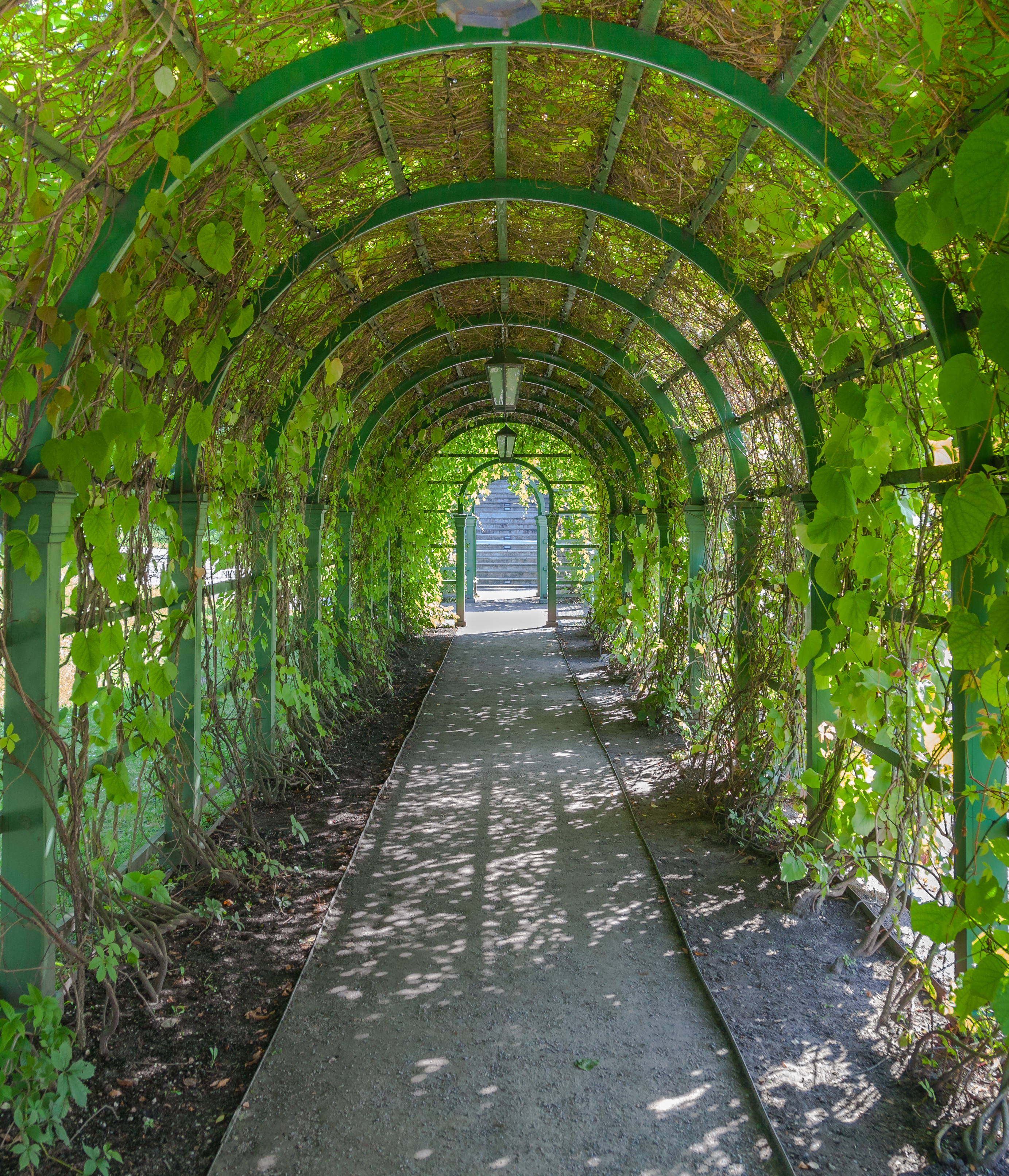

- Файл:Kadriorg.pdf

## Італійський палац і сад

Кадріорг, генплан.

Італійський палац, ділянка з партерами і фонтанами.

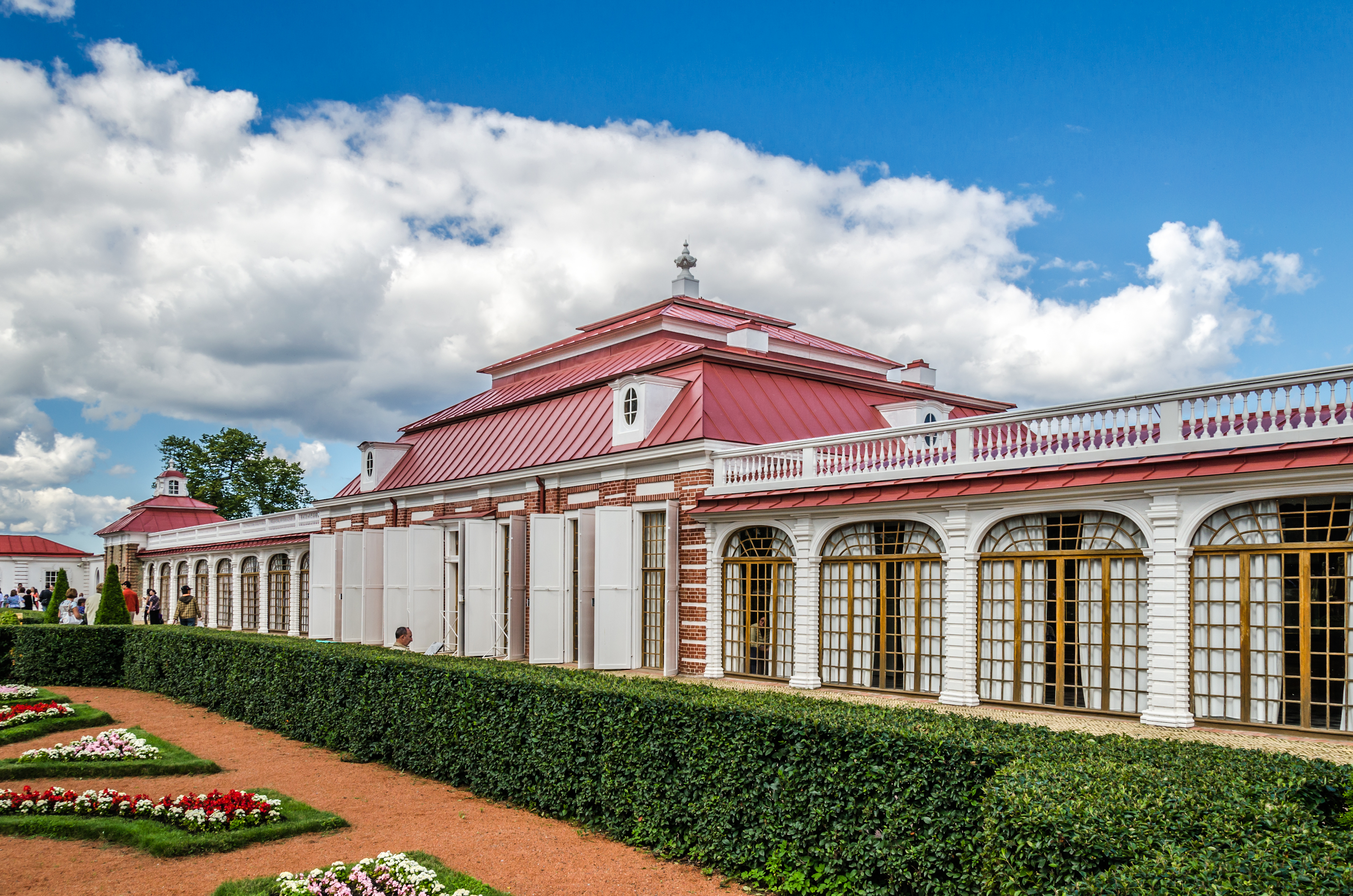
Галереї палацу Монплезір в Петергофі.

Менш вдалою була доля садово-паркового ансамблю з Італійським палацом в Петербурзі. Проєкт ансамблю з ділянками партерів, фонтанів, оранжерей і фруктовим садом цілком належав Ніколо Мікетті.
Порівняння стилістики Леблона та Мікетті, їх відмінності в розплануванні саду відразу впадають у око. У Леблона сад має видовжене розпланування, використання двох ділянок до та після палацу на невеликих терасах. Навколо палацу Леблон облаштовує регулярну ділянку з квітниками і фонтанами. За палацом — видовжена ділянка з мережею паркових стежок, котрі можна використовувати і для піших, і для кінних прогулянок. Передбачена навіть система розворотів в кінці чи прогулянок зигзагом. Систему розворотів можна побачити і на інших планах, створених Леблоном в Петербурзі (умовний план царської резиденції з каскадом, розворот навколо водного партера в Стрельні, розворот в другому Літньому саду навколо Золотих хором). Він ніби ігнорує господарське призначення царського саду з фруктовими деревами і тяжіє до монументальних форм, бачених у Версалі. Всі господарські споруди винесені далеко геть за парадні частини парку.
Сад у Ніколо Мікетті теж видовжений, але обидві ділянки (декоративна з партерами і квітниками та фруктовий сад ) присутні. Сад Італійського палацу і первісно призначався для дружини Перта І — Катерини та її двору. Тому Мікетті не планує кінних прогулянок верхи, враховуючи пишне і незручне вбрання вельможних жінок, здатних рухатися повільно-поважно. Аби не порушувати симетрію побудови саду, господарські спруди і оранжереї розташовані на кордоні ділянки обабіч палацу ліворуч. Оранжереї та господарські споруди біля Італійського палацу були створені навіть швидше за сам палац.
Італійський палац почали вибудовувати не пізніше літа 1721 року. Для швидкості двоповерховий палац і павільйони вибудували з дерева та потинькували для враження як від кам'яних. Парадна двоповерхова частина була поєднана з бічними павільйонами одноповерховими галереями. Схематичний план головного фасаду палацу зберігає Державний Ермітаж. Склепіння були пласкі, балочні, прикрашені живописом на ліпленим декором. Великі вікна галерей та пишний декор останніх робили їх черговими залами з краєвидами парку, як то вже було в палацику Монплезір в Петергофі і котрі можна було використовувати для прогулянок дам в часи негоди чи під час зустрічей. Історик архітектури М. В. Йогансон, що досліджував історію побудови Італійського палацу, вважав, що роботи просувались досить швидко. Тим не менше за два роки не впорались. І цар Петро І з дружиною та вельможними гостями, коли відвідали палац в травні 1723 року, були вимушені обідати в Оранжереї, позаяк декор і облаштування парадних залів палацу ще не були закінчені. Так, три зали палацу декорував француз Жан Лефев: першу — горіховими панелями, другу — дубовими, третю — сосновими, а росіянин Іван Гаврилов робив паркети по моделі від головного архітектора, яким був на той час Мікетті. Центральну залу палацу прикрасив плафоном художник Бартоломео Тарсія. Палац опалювала низка печей з кахлями та каміни.
Італійський палац проіснував лише до 1804 року, коли видовжену ділянку його саду розділили навпіл Літейним проспектом. За наказом царського двору палац зруйнували, а на його місці вибудували Катерининський інститут. Ділянку за Літейним проспектом забудували лікарнею.

## Палац в Стрельні

Резиденція в Стрельні.Проект О. Леблона.

По смерті Олександра Леблона головна будівельна справа померлого логічно перейшла до Ніколо Мікетті. Працювати на величному об'єкті і рахуватись з уже зробленим до нього було досить звичним для архітектора-італійця. Мікетті залишає П-подібне розпланування палацу, запропоноване ще Леблоном, котрий брав за взірець розпланування палацу в Версалі. Але Ніколо Мікетті рішуче переробляє фасади, абсолютно позбавляючи їх стриманого, французького характеру. Палац в Стрельні за проектом Мікетті стає типово італійським, пластичним, пишно-бароковим. Його середню частину візуально полегшують три наскрізні арки, яких не мали ні палац в Версалі, ні проект Леблона. Аби підсилити архітектурну виразність палацового фасаду на партер верхнього саду, Мікетті запропонував хвилясту стіну з колонами, використану ще архітектором Франческо Борроміні (1599—1667) в церкві Сан Карло у чотирьох фонтанів. Це був перший випадок яскравого використання італійських знахідок розвиненого бароко Італії в Петербурзі. Монотонність однакових вікон Леблона замінена в проекті Мікетті на низку вікон з багатою лиштвою та ліпленими деталями, характерними для пишних палаців Рима. Особливо причепурили четвертий поверх, де вікна чергували з фігурними кронштейнами.
Охолодження психічно нестабільного Петра І до розбудови резиденції в Стрельні було рівнозначне відмові від будівництва взагалі. За часи перебування Мікетті в Петербурзі встигли вибудувати лише цокольний та перший поверхи палацу в Стрельні. І будівництво припинили...
Але святковий архітектурний образ палацу Мікетті запав в уяву петербурзьких архітекторів. Вартоломей Растреллі пізніше використає ті ж три наскрізні арки в Зимовому палаці для Петербурга, а Антоніо Рінальді — в Великому Гатчинському палаці ( закладені при перебудовах ).

## Помешкання Мікетті в Петербурзі
На питання «Де саме мешкав Ніколо Мікетті в Петербурзі ?» дав відповідь дослідник Ю. М. Овчінніков. В недовгий час мінливий в рішеннях Петро І забажав зробити головною частиною столиці Першу Берегову вулицю і район Смоляного двора. Саме там оселились улюблена сестра царя — Наталя Олексіївна, Олександр Кікін, князь-ігуменья Голіцина, там стояв палац Олексія Петровича, сина Петра І від невдалого першого шлюбу. Поряд з чудернацьким за архітектурою палацом Олексія Петровича стояв і палац Марфи Матвіївни, вдови царя Федора Олексійовича. І Наталя Олексіївна, і Марфа Матвіївна померли 1716 року. Був страчений за зраду і син царя Олексій Петрович. Всі три приміщення стояли пусткою. Тому їх використали для нових закладів. Палац Наталі Олексіївни віддали Канцелярії від будівництва. З 1723 року палац стаченого царевича Олексія віддали під Берг-колегію . Кам'яний флігель біля палацу покійної Марфи Матвіївни в дві кімнати та сінями між ними і відвели для помешкання генерал-архітектора Ніколо Мікетті.

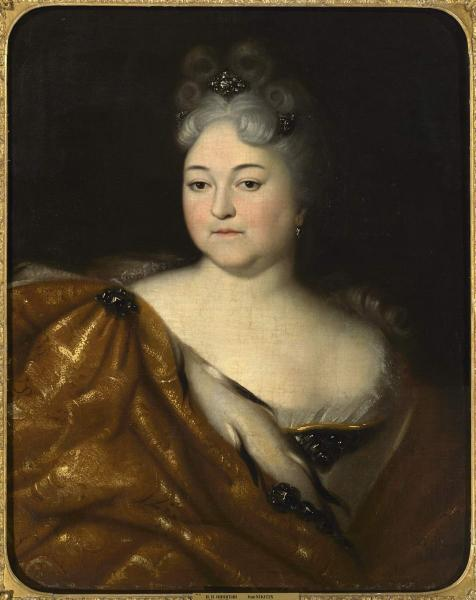
Наталя Олексіївна
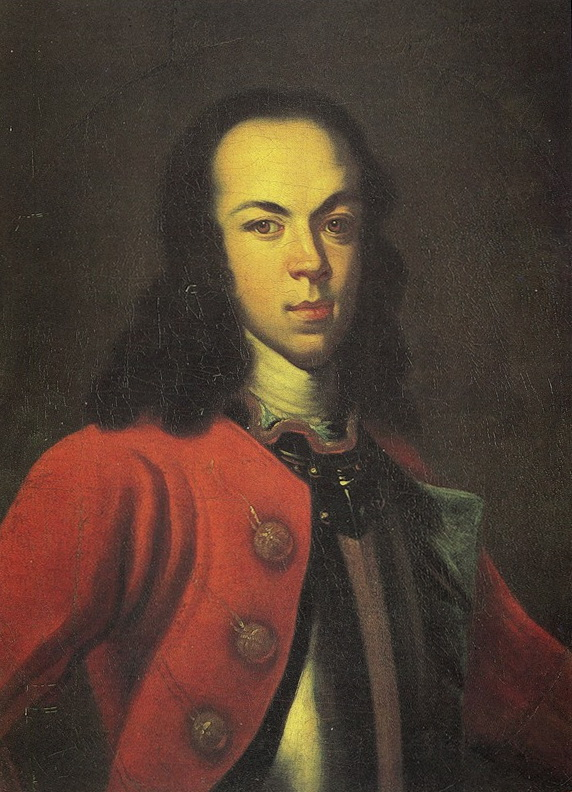
Царевич Олексій
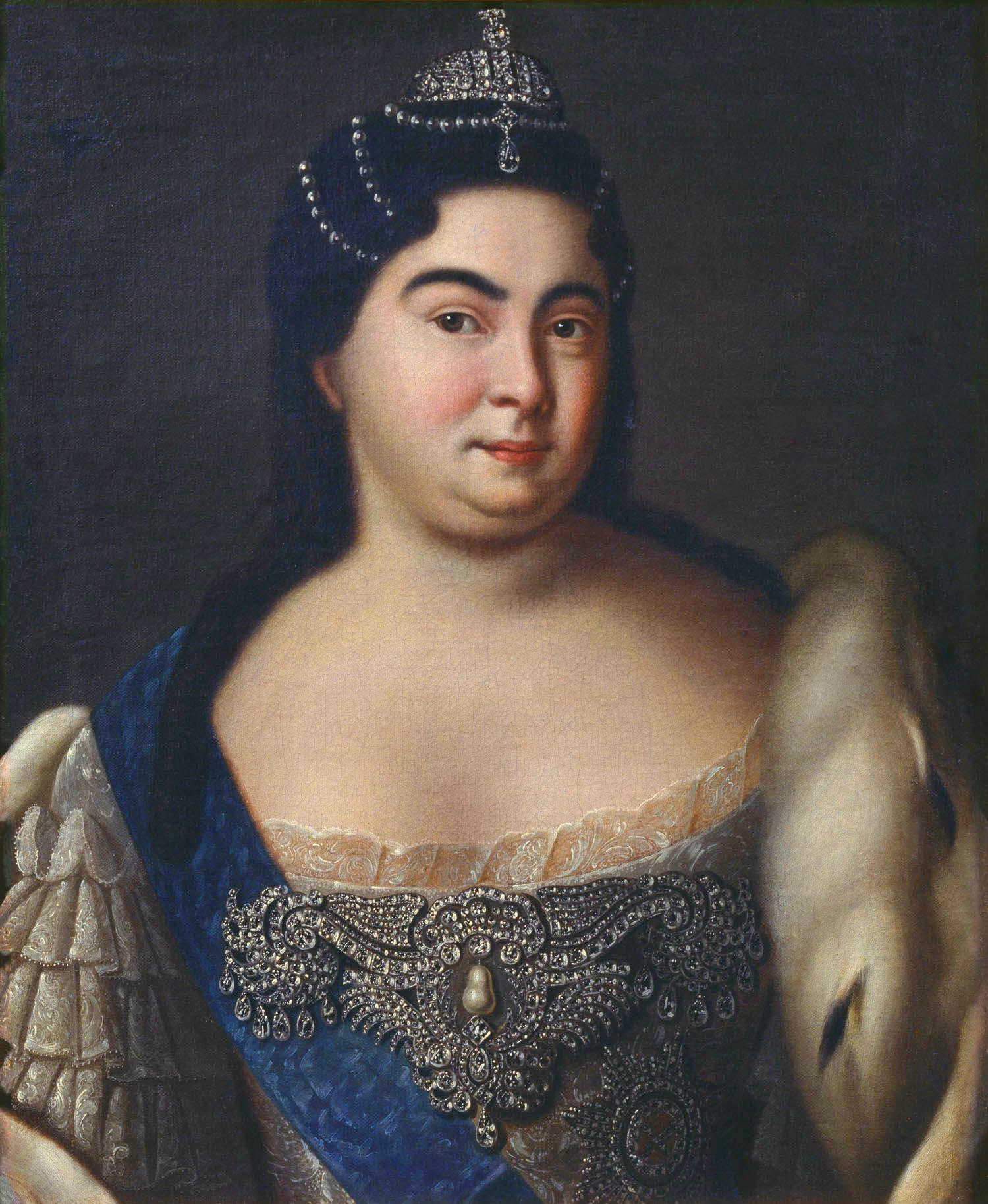
Дружина царя Катерина І
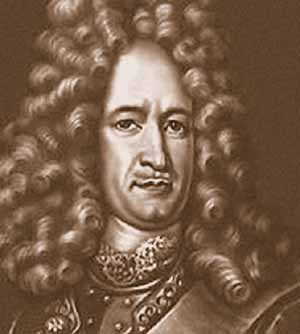
Меншиков Олександр Данилович, гравюра.

## Нездійснені проєкти

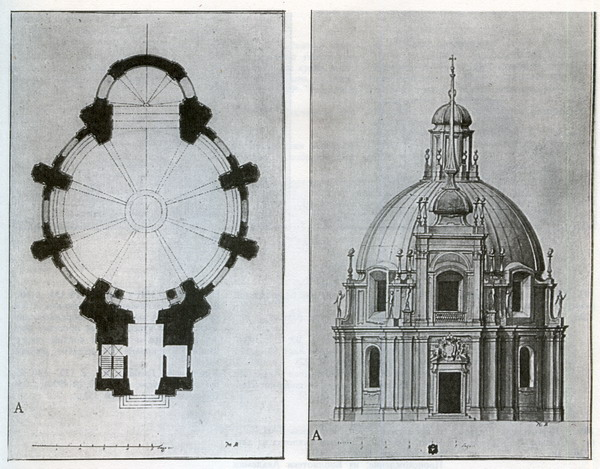
Н. Мікетті. Конкурсний проект Соборної церкви для Василівського острова. 1723 р.

Доба бароко породила могутній творчий поштовх у низки художників, меблярів, декораторів і архітекторів. Адже сформувався впливовий привілеований прошарок замовників-вельмож,фінансово незалежних, здатних замовити, створити умови для створення і дочекатись виконання парадного портрета у повний зріст, бронзового погруддя чи кінного монумента, пишного палацу чи небаченого храму. Але творче горіння митців все частіше наражалось на фінансову неспроможність замовників, не здатних прорахувати витрати, мінливість політики, наражалось на психопатії самих замовників. Від творчих проєктів сильно відставали тогочасні будівельні технології, ненадійною була якість традиційних будматеріалів — деревини, неякісної цегли та черепиці. Зростала низка недобудованих чи взагалі нереалізованих проектів.
З усіма цими проблемами стикнувся і Ніколо Мікетті. В Петрбурзі, де він був вимушений працювати, постійно відчувався брак якісних будматеріалів, брак освічених помічників, вкрай мінливими були політика і накази психічно нестабільного Петра І, що важко хворів в останні роки життя. Мікетті брав участь в архітектурному конкурсі 1723 року на створення Соборної церкви на Василівському острові, де також брали участь Гаетано К'явері, Н. Гербель та інші. Конкурс відбувся, але жодний з проєктів не був втілений. Така ж доля спіткала і створення кінного монумента Петру І, котрий опрацьовував Карло Бартоломео Растреллі. Нізка готових, але нездійснених проєктів , почала загрозливо збільшуватись і у Ніколо Мікетті в Петербурзі. Серед них — маяк для порту на Чорному морі, маяк для Кронштадту, Соборна церква для Василівського острова. Стояв недобудованим і палац в Стрельні за його проєктом, практично покинутий... Відірваність від батьківщини, нездійснені проєкти, відірваність від родини, доля побитого і померлого Олександра Леблона (про яку пошепки переповідали в столиці) — пригнічували італійця. І він насмілився на спротив волі царя.

## Спротив волі царя
Спротив волі царя Петра І був різним: приховано грізним як у Івана Степановича Мазепи, відверто відкритим, як у гетьмана в еміграції Пилипа Орлика, непрораховано-відчайдушним як у втікача за кордон царевича Олексія.
Втікачем-емігрантом став і Корогривов Юрій Іванович. Колишній денщик царя був відісланий вивчати архітектуру в Рим. Корогривов старанно вивчав італійські здобутки в архітектурі і технологіях, наймав фахівців-італійців для праці в Петербурзі, виконував завдання царя по закупівлі творів мистецтва. Він якось був пов'язаний з втечею царевича Олексія за кордон і чимось допомагав тому в переховуванні від безжальної, залізної руки російського монарха, ще не усвідомлюючі, що наважився на спротив його волі і що понесе за це покарання. Обіцянками простити чи залякуваннями царевича Олексія виманили в Петербург, де стратили як державного зрадника. Були жорстоко покарані й помічники Олексія, той же Олександр Кікін, а їх майно конфісковане. Розумний і обережний Юрій Кологривов просто зникає на десять років в Італії (?), починаючи свій спротив волі царя, вислизнувши з-під залізної руки російського монарха. Він вдало повернеться в Росію вже по смерті і Петра І, і імператриці Катерини І, і заслання Олександра Меншикова до Сибіру. Служитиме архітектором в садибі Кусково в Москві до власної смерті.
Втікачем став і архітектор Ніколо Мікетті після п'яти років служби. Він відбув у Рим з дорученнями і не повернувся в Петербург, теж вислизнувши з-під залізної руки російського монарха.

## Другий італійський період

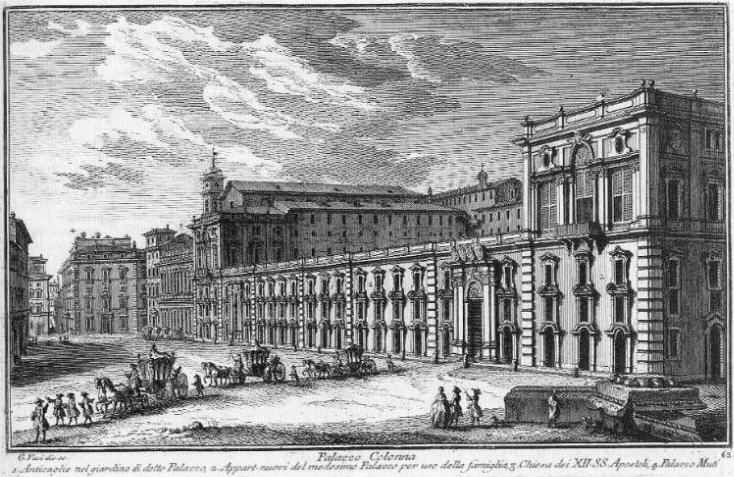
Палаццо Колонна на старій гравюрі.

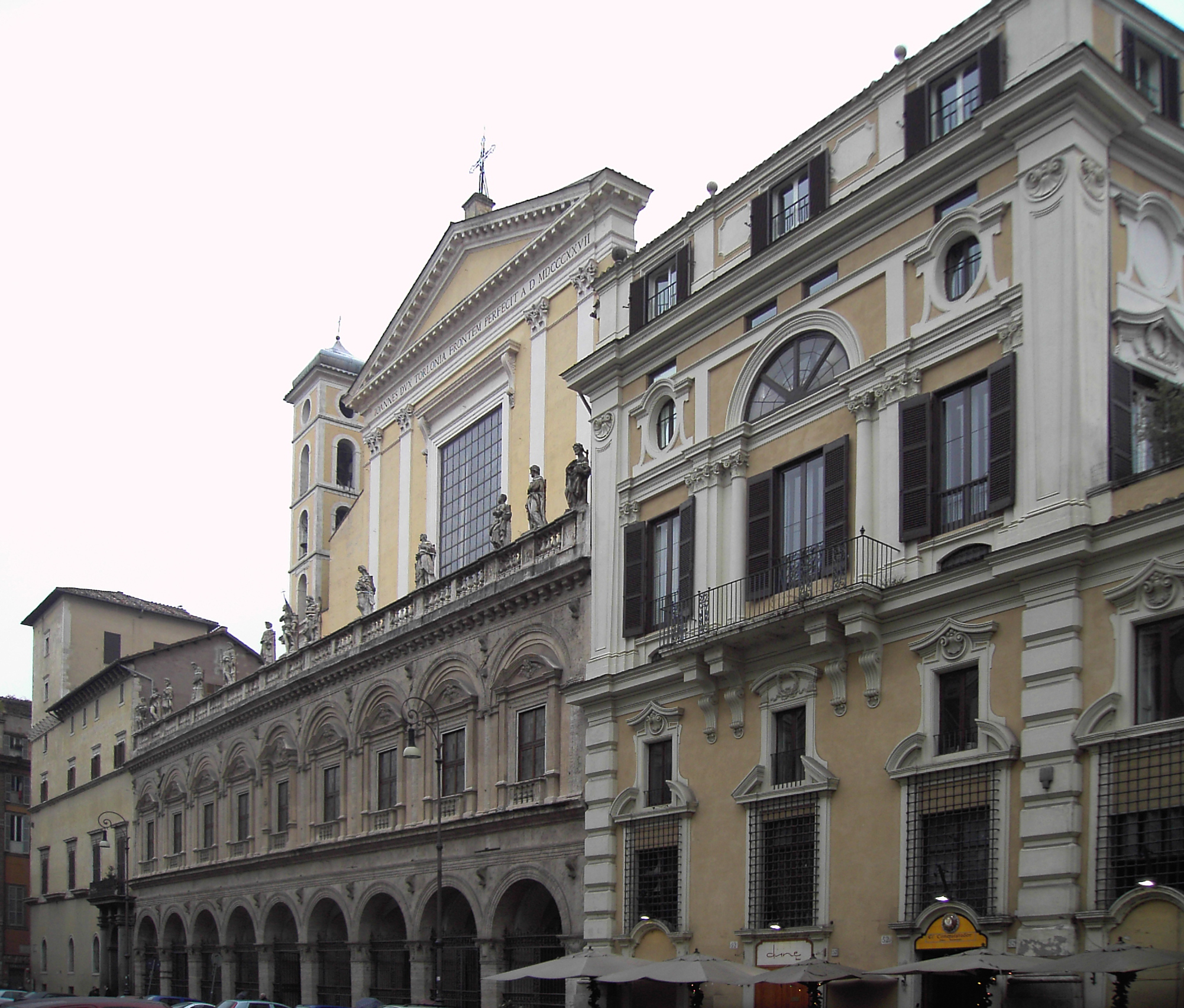
Сучасний вигляд після перебудов.

1725 року архітектор повернувся до Риму. Почався його другий італійський період. Мікетті залучили до будівництва споруди Академії Сан Лука. Він був призначений на посаду архітектора Апостольської палати та ордена Театинців. Він виконував низку дрібних завдань і працював театральним декоратором. Із його великих робіт в Римі цього періоду — добудова нового корпусу до Палаццо Колонна (1731—1735 рр.) Архітектор був вимушений рахуватьсь з вже існуючими частинами величного палацу і вимогами замовника. Однією з них було не затуляти від сонця внутрішній дворик палацу, який вельможні володарі використовували як манеж просто неба. Тому нова прибудова до палацу має підвищені бічні павільйони і низьку двоповерхову частину-галерею, тінь від якої не затуляла від сонця внутрішній дворик.